# Table des diviseurs

Les tables ci-dessous listent tous les diviseurs des entiers de 1 à 1300.
Un diviseur d'un entier n est un entier m, tel que n/m est encore un entier (qui est aussi nécessairement un diviseur de n). Par exemple, 3 est un diviseur de 21, car 21/3 = 7 (et 7 est aussi un diviseur de 21).
Si m est un diviseur de n alors −m en est également un. Les tables ci-dessous listent seulement les diviseurs positifs et non ceux négatifs.

## Légende des tables
Vocabulaire : les diviseurs stricts d'un entier sont tous ses diviseurs, à partir de 1, sauf lui-même.
- d(n) est le nombre de diviseurs positifs de n, incluant 1 et n lui-même.
- σ(n) est la somme de tous les diviseurs positifs de n, incluant 1 et n lui-même.
- s(n) est la somme des diviseurs stricts de n, qui n'inclut pas n lui-même : s(n) = σ(n) – n.
- Un nombre parfait égale la somme de ses diviseurs stricts :
{\displaystyle s(n)=n} ; les seuls nombres parfaits compris entre 1 et 1300 sont 6, 28 et 496.
- Un nombre déficient est strictement supérieur à la somme de ses diviseurs stricts :
{\displaystyle s(n)<n.}
- Un nombre abondant est strictement inférieur à la somme de ses diviseurs stricts 
{\displaystyle s(n)>n.}
- Un nombre premier admet seulement 1 et lui-même comme diviseurs (et est donc déficient, ce qui ne sera pas répété dans les tables) 
{\displaystyle d(n)=2.}